# Daviess County (Kentucky)
Daviess County ist ein County im Bundesstaat Kentucky der Vereinigten Staaten. Das U.S. Census Bureau hat bei der Volkszählung 2020 eine Einwohnerzahl von 103.312 ermittelt.
Der Verwaltungssitz (County Seat) ist Owensboro, das nach Colonel Abraham Owen benannt wurde, getötet bei der Schlacht von Tippecanoe.

## Geographie
Das County liegt im mittleren Westen von Kentucky, grenzt im Norden an Indiana, getrennt durch den Ohio River und hat eine Fläche von 1234 Quadratkilometern, wovon 36 Quadratkilometer Wasserfläche sind. Es grenzt in Kentucky im Uhrzeigersinn an folgende Countys: Hancock County, Ohio County, McLean County und Henderson County.

## Geschichte
Daviess County wurde am 14. Januar 1815 aus Teilen des Ohio County gebildet. Benannt wurde es nach Colonel Joseph Hamilton Daviess. 1936 wurde hier die letzte öffentliche Hinrichtung durch Hängen in den USA durchgeführt, an dem 23-jährigen Farbigen Rainey Bethea wegen Raub und Mord an einer älteren weißen Frau.
36 Bauwerke und Stätten des Countys sind im National Register of Historic Places eingetragen (Stand 7. September 2017).

## Demografische Daten

Alterspyramide des Daviess Countys (Stand: 2000)

Nach der Volkszählung im Jahr 2000 lebten im Daviess County 91.545 Menschen in 36.033 Haushalten und 24.826 Familien. Die Bevölkerungsdichte betrug 76 Einwohner pro Quadratkilometer. Ethnisch betrachtet setzte sich die Bevölkerung zusammen aus 93,69 Prozent Weißen, 4,35 Prozent Afroamerikanern, 0,13 Prozent amerikanischen Ureinwohnern, 0,43 Prozent Asiaten, 0,02 Prozent Bewohnern aus dem pazifischen Inselraum und 0,44 Prozent aus anderen ethnischen Gruppen; 0,94 Prozent stammten von zwei oder mehr Ethnien ab. 0,92 Prozent der Bevölkerung waren spanischer oder lateinamerikanischer Abstammung.
Von den 36.033 Haushalten hatten 32,9 Prozent Kinder und Jugendliche unter 18 Jahre, die bei ihnen lebten. 53,6 Prozent waren verheiratete, zusammenlebende Paare, 11,8 Prozent waren allein erziehende Mütter, 31,1 Prozent waren keine Familien, 27,1 Prozent waren Singlehaushalte und in 11,1 Prozent lebten Menschen im Alter von 65 Jahren oder darüber. Die Durchschnittshaushaltsgröße betrug 2,47 und die durchschnittliche Familiengröße lag bei 3,00 Personen.
Auf das gesamte County bezogen setzte sich die Bevölkerung zusammen aus 25,8 Prozent Einwohnern unter 18 Jahren, 9,0 Prozent zwischen 18 und 24 Jahren, 28,4 Prozent zwischen 25 und 44 Jahren, 23,0 Prozent zwischen 45 und 64 Jahren und 13,8 Prozent waren 65 Jahre alt oder darüber. Das Durchschnittsalter betrug 37 Jahre. Auf 100 weibliche Personen kamen 92,6 männliche Personen. Auf 100 Frauen im Alter von 18 Jahren alt oder darüber kamen statistisch 88,3 Männer.
Das jährliche Durchschnittseinkommen eines Haushalts betrug 36.813 USD, das Durchschnittseinkommen der Familien betrug 45.404 USD. Männer hatten ein Durchschnittseinkommen von 35.295 USD, Frauen 21.971 USD. Das Prokopfeinkommen betrug 18.739 USD. 9,4 Prozent der Familien und 12,3 Prozent der Bevölkerung lebten unterhalb der Armutsgrenze. Davon waren 15,6 Prozent Kinder oder Jugendliche unter 18 Jahre und 11,4 Prozent waren Menschen über 65 Jahre.

## Orte im County
- Birk City
- Boston
- Browns Valley
- Curdsville
- Delaware
- Dermont
- Ensor
- Kentucky
- Grandview
- Griffith
- Habit
- Handyville
- Knottsville
- Livia
- Maceo
- Masonville
- Maxwell
- Moseleyville
- Newman
- Oak Ridge
- Oklahoma
- Owensboro
- Panther
- Pettit
- Philpot
- Pleasant Ridge
- Red Hill
- Rome
- Saint Joseph
- Scythia
- Sorgho
- Spice Knob
- Stanley
- Sutherland
- Thruston
- Tuck
- Utica
- West Louisville
- Whitesville
- Yelvington